# Nord 1601
Le Nord 1601 était un avion de recherche français construit par la Société nationale des constructions aéronautiques du Nord (SNCAN), avant qu'elle ne devienne Nord-Aviation. L'avion fut conçu pour étudier l'aérodynamique des ailes en flèche et des systèmes d'augmentation de portance associés.

## Conception et développement
Le 1601 était un monoplan à aile médiane cantilever avec un angle de flèche de 33°. L'aile était dotée d'ailerons, de spoilers, de becs de bord d'attaque et de volets de bord de fuite. Il était doté d'un train d'atterrissage tricycle et était propulsé par deux turboréacteurs à flux centrifuge Rolls-Royce Derwent installés dans des nacelles installées sous les ailes de chaque côté du fuselage.
L'appareil était également doté d'un cockpit fermé, équipé d'un siège éjectable de marque Martin-Baker. L'unique exemplaire produit, enregistré sous l'immatriculation F-WFKK, effectua son premier vol le 24 janvier 1950.

## Versions
- Nord 1600 : Version de chasse proposée, mais jamais produite ;
- Nord 1601 : Version de recherche, produite à un seul exemplaire.